# Tylosema
Genre
Classification phylogénétique
Tylosema est un genre de plantes à fleurs dicotylédones de la famille des Fabaceae, sous-famille des Caesalpinioideae, originaire d'Afrique, qui compte quatre espèces acceptées.

## Liste d'espèces
Selon The Plant List (29 septembre 2018) :
- Tylosema argentea (Chiov.) Brenan
- Tylosema esculentum (Burch.) A.Schreib.
- Tylosema fassoglensis (Schweinf.) Torre & Hillc.
- Tylosema humifusa (Pic.Serm. & Roti Mich.) Brenan